# Ricardo Oscar Faifer
Ricardo Oscar Faifer (* 4. September 1940 in Urdinarrain, Provinz Entre Ríos, Argentinien) ist emeritierter Bischof von Goya.

## Leben
Ricardo Oscar Faifer empfing am 15. August 1964 das Sakrament der Priesterweihe.
Am 10. Oktober 2002 ernannte ihn Papst Johannes Paul II. zum Bischof von Goya. Der Bischof von Gualeguaychú, Luis Guillermo Eichhorn, spendete ihm am 12. Dezember desselben Jahres die Bischofsweihe; Mitkonsekratoren waren der Bischof von Quilmes, Luis Teodorico Stöckler, und der Erzbischof von Paraná, Estanislao Esteban Karlic.
Am 24. September 2015 nahm Papst Franziskus das von Ricardo Oscar Faifer aus Altersgründen vorgebrachte Rücktrittsgesuch an.